# Oxford spelling
L’Oxford spelling ("ortografia di Oxford", detta anche Oxford English spelling, "ortografia inglese di Oxford") è la grafia usata nella pratica redazionale dell’Oxford English Dictionary (OED) e di altri dizionari di lingua inglese basati sull’OED, per esempio il Concise Oxford English Dictionary, e in riviste universitarie e libri di testo pubblicati dalla Oxford University Press. Nei documenti digitali, l’utilizzo dell’ortografia di Oxford può essere indicato con il codice di lingua en-GB-OED.

## Suffissi -ize/-ise
L’Oxford spelling può essere riconosciuto per l’uso nello spelling britannico del suffisso -ize al posto di -ise. Per esempio, organization, privatize e recognizable sono usati al posto di organisation, privatise e recognisable. Negli ultimi decenni, il suffisso -ise è diventato l’ortografia comune nel Regno Unito. Anche se molte persone ritengono erroneamente la forma in -ize un americanismo, la forma in -ize è utilizzata nell’inglese sin dal XVI secolo. L’uso del suffisso -ize al posto di quello in -ise non si applica allo spelling di parole terminanti in -yse, la cui ortografia è analyse, paralyse e catalyse, in linea con l’uso comune britannico.
L’uso del suffisso in -ize nell’inglese britannico è conosciuto come Oxford spelling, ed è usato nelle pubblicazioni della Oxford University Press, la più importante delle quali è l’Oxford English Dictionary, e da altre autorevoli fonti britanniche. L’OED elenca la forma in -ise separatamente, come "ortografia frequente di -ize...".
Nell’Oxford English Dictionary, la scelta di usare -ize al posto di -ise è spiegata nel modo seguente: 

## Uso
Oggi, tutti i principali giornali e riviste del Regno Unito usano -ise. The Times aveva usato -ize fino ai primi anni 1990, quando decise di passare all’ortografia -ise. The Times Literary Supplement, la più influente rivista letteraria britannica, ha continuato ad usare l’Oxford spelling. Tale forma è usata anche nelle pubblicazioni accademiche; la rivista scientifica Nature con sede a Londra, ad esempio, usa l’Oxford spelling. I dizionari britannici generalmente danno prima le varianti in -ize.
Fuori della Gran Bretagna, l’ortografia di Oxford è lo standard ortografico de facto usato nei manuali di stile delle organizzazioni internazionali che appartengono al Sistema Nazioni Unite, ad esempio l’Organizzazione Mondiale della Sanità, l’Organizzazione internazionale del lavoro e l’UNESCO. I trattati e le dichiarazioni delle Nazioni Unite, come la Dichiarazione universale dei diritti umani, seguono l’Oxford spelling. Altre organizzazioni internazionali che aderiscono a questo standard includono l’Organizzazione internazionale per la normazione, l’Organizzazione mondiale del commercio, la NATO e l’Unione internazionale delle telecomunicazioni.

## Confronto dei codici di lingua
La tabella seguente sintetizza alcune differenze generali di ortografia fra i tre sistemi ortografici più comunemente usati nella lingua inglese.
Nota: en-GB sta semplicemente per inglese britannico; non è specificato se si debba usare -ize o -ise. Il codice di lingua en-GB-oed, tuttavia, richiede l’uso coerente di -ize e -ization.
| en-GB         | en-GB-oed     | en-US         | en-CA         |
| ------------- | ------------- | ------------- | ------------- |
| analyse       | analyse       | analyze       | analyze       |
| behaviour     | behaviour     | behavior      | behaviour     |
| centre        | centre        | center        | centre        |
| defence       | defence       | defense       | defence       |
| globalisation | globalization | globalization | globalization |
| realise       | realize       | realize       | realize       |